# Hatín
Pour les articles homonymes, voir Hatin.
Hatín (en allemand : Hatzken) est une commune du district de Jindřichův Hradec, dans la région de Bohême-du-Sud, en République tchèque. Sa population s'élevait à 208 habitants en 2020.

## Géographie
Hatín se trouve à 8 km à l'ouest de Jindřichův Hradec, à 35 km au nord-est de České Budějovice et à 113 km au sud de Prague.
La commune est limitée par Kardašova Řečice au nord, par Ratiboř, Roseč et Polště à l'est, par Plavsko et Stráž nad Nežárkou au sud, et par Novosedly nad Nežárkou et Val à l'ouest.

## Histoire
La première mention écrite du village date de 1389.